# Flughafen Mineralnyje Wody

i7
i11
i13
Der Flughafen Mineralnyje Wody (russisch Аэропорт Минеральные Воды, IATA-Code: MRV, ICAO-Code: URMM) ist ein internationaler Verkehrsflughafen in der Region Stawropol im Süden Russlands. Er befindet sich nahe der Mittelstadt Mineralnyje Wody und gilt als der größte Passagierflughafen in der russischen Kaukasus-Region.

## Lage und Charakteristik
Der Flughafen liegt im Süden der Region Stawropol und nur wenige Kilometer vom Bahnhof der Stadt Mineralnyje Wody entfernt, welcher als großer Eisenbahnknotenpunkt im Kaukasusvorland gilt. Aus diesem Grund umfasst das Einzugsgebiet des Flughafens von Mineralnyje Wody vor allem die südliche Region Stawropol (darunter das Ballungsgebiet Kaukasische Mineralwasser mit bedeutenden Kurorten wie Pjatigorsk und Kislowodsk) sowie die benachbarten Teilrepubliken Karatschai-Tscherkessien, Kabardino-Balkarien, Nordossetien und Tschetschenien.
Mineralnyje Wody ist der Heimatflughafen der Fluggesellschaft Kavminvodyavia, die von hier regelmäßige Flüge nach Moskau (Wnukowo und Domodedowo), Sankt Petersburg und Jerewan sowie internationale Charterflüge (z. B. in die Türkei, nach Griechenland oder Zypern) anbietet. Weitere Fluggesellschaften sind unter anderem Aeroflot, Armavia, Azerbaijan Airlines, Rossija und UTair.
Mit dem Zentrum bzw. Bahnhof der Stadt Mineralnyje Wody ist der Flughafen durch zwei Kleinbuslinien verbunden. Eine davon fährt auch den Busbahnhof der Stadt an, von dem aus Verbindungen in viele Orte Südrusslands bestehen.

## Geschichte
Der Flughafen entstand im Jahr 1925 als kleiner Flugplatz und erhielt im Jahr 1933 den Status eines Flughafens, nachdem dort ein kleines Empfangsgebäude sowie Werkstätten erbaut wurden. Mit der wachsenden Popularität der Kaukasus-Kurorte in der Nachkriegszeit stieg auch die Bedeutung des Flughafens. Am 14. Mai 1961 wurde dort mit einer Tupolew Tu-104 das erste Strahlverkehrsflugzeug abgefertigt. Am 9. Februar 1972 erfolgte, durchgeführt von Aeroflot, auf der Strecke Mineralnyje Wody–Simferopol der Jungfernflug einer Maschine vom Typ Tupolew-154 im regulären Passagier-Flugdienst.
In den 1990er-Jahren erhielt Mineralnyje Wody den Status eines internationalen Flughafens. In den 2000er-Jahren wurde die Infrastruktur des Flughafens modernisiert sowie ein internationales Terminal eingerichtet.